# Banque populaire (Maroc)
Pour les articles homonymes, voir Banque populaire (homonymie), Groupe Banque populaire (France), GBP et BCP.
Banque populaire, également appelée  Groupe Banque populaire (GBP) ou Banque centrale populaire (BCP), est un groupe bancaire et financier marocain composé du Crédit populaire du Maroc, de ses filiales spécialisées et de ses fondations. 
Le Crédit populaire du Maroc (CPM) est, quant à lui, un groupe constitué de la Banque centrale populaire (BCP) — établissement coté en Bourse — et des Banques populaires régionales (BRP), de forme coopérative et au nombre de dix.
Depuis le 5 novembre 2024, son PDG est Naziha BELKEZIZ.

## Histoire
Créée par le Dahir du 25 mai 1926 et réorganisée par le Dahir du 28 février 1961 qui a fixé les règles régissant la nouvelle structure du Crédit populaire du Maroc, gérant l’enseigne Banque populaire. La banque devient en 1974 leader sur le marché des dépôts au Maroc avec 1 milliard de dirhams. En 1976, la BCP ouvre une succursale à Bruxelles, et crée Maroc Assistance Internationale, l'homologue marocain d'Europ Assistance. En 1980, BCP compte 500 00 clients et 5 milliards de dirhams en dépôts. Dans le courant des années 1980, la banque ouvre des filiales en Centrafrique et en Guinée.
La Banque centrale populaire est devenue une société anonyme à conseil d'administration en 2000
La Banque centrale populaire est cotée à la Bourse de Casablanca depuis 2004. En 2014, la BCP signe un protocole d'accord avec la Société financière internationale pour investir 2,5 millions de dirhams dans le financement de petites et moyennes structures en Afrique subsaharienne.
Le groupe BPCE participe au capital de la Banque Centrale Populaire du Maroc (BCP) à hauteur de 5 % depuis mai 2012.
En 2015, alors qu'elle détenait déjà des participations dans les Banques régionales populaires (qui font partie du Crédit populaire du Maroc), elle est devenue majoritaire, ses participations ayant été portées à 52 %.
Sur l'exercice 2015, la banque annonce une augmentation de 14,4 % de son résultat net, à savoir 2,5 milliards de dirhams, et compte 5,2 millions de clients.
En juin 2017, la Banque centrale populaire du Maroc émet ses premiers Green Bond en Euro. Ce qui est une première dans le secteur bancaire du continent africain.
En mars 2020, la banque participe à hauteur d'un milliard de dirhams au fonds de lutte contre le coronavirus fondé par le Roi Mohammed VI.

## Organisation
La Banque centrale populaire (BCP), société anonyme à conseil d'administration dont le siège social se trouve à Casablanca, est un établissement de crédit et l'organisme central bancaire des Banques populaires régionales (BPR), qui sont des coopératives à capital variable.
Elle fait partie du Crédit populaire du Maroc (CPM), un groupe appartenant au Groupe Banque populaire (GBP) — pouvant être nommé, comme elle, « Banque populaire », d'où un risque de confusion — et comprenant les BPR.
Par ailleurs, elle détient majoritairement des participations, équivalentes, dans chaque BPR (donnée de 2015).
Le groupe en plus de la Banque centrale populaire et composé d'un comité directeur et de dix banques populaires régionales.

## Actionnariat
Au 25 juin 2019, les cinq principaux actionnaires de la structure sont :
- actionnaires divers (13,9 %)
- Banque populaire Fès Meknès (11,5 %)
- personnel (7,3 %)
- Banque populaire Centre-Sud (6,3 %)
- Banque populaire Rabat Kenitra (6,3 %)